# Höök Olof Andersson
Höök Olof Andersson, även kallad Höök Olle, född 21 juli 1860 i Mårtanberg, Rättviks socken, död 28 september 1936 i Söderås, Rättviks socken, var en framstående svensk spelman.
Föräldrarna var soldaten Anders Olsson Hök (1828–1893), Mårtanberg, och Hed Karin Andersdotter (1828–1901), Söderås.
Olof växte upp i Mårtanberg, och flyttade med föräldrarna till moderns gård i Söderås 1881. Redan tidigt började han spela fiol, och lärde sig många låtar av modern, som var en skicklig hornblåsare. Olle lärde sig också låtar av sin kusin Hed Olof Olsson (1856–1910), av Hjerp Anders Hansson (1835–1922), Minu Lars Olsson (1825–1884), farbror till Hed Olof, och Snygg Olof Andersson (1848–1945), granne till Minu Lars. Redan före konfirmationen hade Höök Olle spelat på flera bröllop. Han ansågs vara en mycket skicklig spelman, men var till sin läggning något inåtvänd och grubblande, något som följt med honom sedan barndomen. Efter en spelning 1888, där Olle spelat som besatt, ansåg han sitt spelande som så farligt att han slog sönder fiolen, och spelade inte alls på nästan 20 år.
Det var först efter övertalning från Anders Zorn och Nils Andersson som Höök Olle åter tog upp fiolspelandet, och ställde upp i de spelmanstävlingar som Zorn arrangerade i Gesunda 1906, och på Sandängarna i Mora 1907 och 1908. I Gesunda fick han 3:e pris efter Timas Hans från Ore och Isak Anders från Blyberg. I Mora 1907 fick han ett hederspris på 50 kr, samma som segraren Anders Frisell fick, och 1908 fick han 1:a minnespris 15 kr, tillsammans med Timas Hans, medan Hjort Anders vann. Han deltog också vid Riksspelmansstämman i Stockholm 1910 och fick där, som alla deltagarna, ett Zornmärke i silver.
Under ett och ett halvt decennium turnerade och konserterade Höök Olle flitigt. Han spelade i Stockholm på Skansen, på Kungliga Slottet, på Berns Salonger, han turnerade med Hjort Anders från Bingsjö, med Soling Hans från Boda, med Anders Frisell från Mockfjärd, med Ris Kerstin från Blecket på horn, med Jon Erik Öst från Bergsjö, med Olle Ekwall från Säby, både i Sverige och utomlands. På äldre dagar drabbades han av reumatism och upphörde att spela.
På CD-utgåvan Äldre svenska spelmän (Caprice CAP 21604, 1999) kan man höra Höök Olle spela 6 låtar, inspelade på fonografcylinder, förmodligen 1920.